# 瑪莎·斯科特
瑪莎·艾倫·斯科特（英語：Martha Ellen Scott，1912年9月22日—2003年5月28日）是一位美國女演員。她曾出演多部重要電影，如塞西尔·B·德米尔執導的《十誡》（1956年），以及威廉·惠勒的《賓漢》（1959年）。在這兩部作品中，瑪莎皆飾演查爾頓·赫斯頓角色的母親。
1938年，她在百老匯首度演出索頓·懷爾德的戲劇《我們的小鎮》，飾演艾蜜莉·韋伯（Emily Webb），並於1940年改編電影中重現該角色，該片讓她獲得奧斯卡最佳女主角獎提名。

## 外部連結
- 瑪莎·斯科特在互联网电影资料库（IMDb）上的資料（英文）
- 互聯網百老匯資料庫（IBDB）上瑪莎·斯科特的資料（英文）